# Hollenstedt (Dolna Saksonia)
Hollenstedt – miejscowość i gmina w powiecie Harburg, w Dolnej Saksonii, w Niemczech, siedziba administracji gminy zbiorowej (niem. Samtgemeinde) Hollenstedt.

## Położenie geograficzne
Hollenstedt leży nad rzeczką Este na północno-zachodnich krańcach Pustaci Lüneburskiej. Położona jest ok. 30 km na południowy zachód od Hamburga i 12 km na południe od Buxtehude. Leży w centralnej części gminy zbiorowej Hollenstedt granicząc z wszystkimi jej gminami, i tak od południowego wschodu z Drestedt, od wschodu z Wenzendorf, od północnego wschodu z Appel, od północy z Moisburgiem, od północnego zachodu z Regesbostel i od zachodu z Halvesbostel. Jedynie od południa graniczy z gminą Dohren z gminy zbiorowej Tostedt.

## Dzielnice gminy
W skład gminy Hollenstedt wchodzą następujące dzielnice: Emmen, Hollenstedt, Ochtmannsbruch, Staersbeck i Wohlesbostel.